# Theo Snelders
Theodorus Antonius Gerardus "Theo" Snelders (født 7. december 1963 i Westerwoort, Holland) er en tidligere hollandsk fodboldspiller (målmand).
Snelders tilbragte sin karriere i henholdsvis hollandsk og skotsk fodbold. Fra 1980-88 spillede han hos FC Twente i Enschede, inden han rejste til Skotland, hvor han spillede i Premier League hos Aberdeen og Rangers. Med Aberdeen var han med til at vinde den skotske FA Cup i 1990.
Snelders spillede én kamp for Hollands landshold, en venskabskamp mod Sovjetunionen i marts 1989. Han var reservemålmand for førstevalget Ed de Goeij i den hollandske trup, der nåede kvartfinalerne ved VM i 1994 i USA.